# Kolokondé
Kolokondé är en ort i Benin.   Den ligger i kommunen Djougou i departementet Donga, i den centrala delen av landet, 400 km norr om huvudstaden Porto-Novo. Kolokondé ligger 422 meter över havet och antalet invånare i och omkring orten är 28 591.
Terrängen runt Kolokondé är huvudsakligen platt. Kolokondé ligger uppe på en höjd. Kolokondé är det största samhället i trakten. 
Omgivningarna runt Kolokondé är huvudsakligen savann. Runt Kolokondé är det glesbefolkat, med 19 invånare per kvadratkilometer.